# 源氏物語別本集成
『源氏物語別本集成』（げんじものがたりべっぽんしゅうせい）は、『源氏物語』の別本を中心とした校本である。

## 概要
陽明文庫本を底本にして、源氏物語の写本のうち別本（特に古伝本系別本）に分類される写本を中心に校異を収録した校本である。源氏物語の主要な写本については影印本や翻刻本の出版が進んでいるが、現在でもなお影印本や翻刻本が存在せず写本の現物を直接調査する以外にはこの校本でしか本文を確認できないものも多い。伊井春樹（代表）・伊藤鉃也・小林茂美を中心に構成された「源氏物語別本集成刊行会」によって、おうふうから1989年（平成元年）3月に刊行を開始され、概ね年1冊のペースで発行され2002年（平成14年）に当初の予定通り全15巻を完結したが、新たに発見された写本などこれに収録しきれなかった諸写本を対象に新たに編集した『源氏物語別本集成 続』全15巻の刊行を2005年（平成17年）より開始し、これも概ね年1冊のペースで刊行されてきたが諸般の事情で2010年（平成22年）7月刊行の『源氏物語別本集成 続 第7巻』をもって、ひとまず『源氏物語別本集成　続』の刊行を中断することとなった。このシリーズの刊行が、源氏物語の本文研究において青表紙本や河内本と比べてはるかに遅れておりほとんど手つかずであり、「重要だといわれながら未整理のまま排斥されている状態の別本の世界」、「別本に視点を定めた源氏物語の研究はきわめて困難である」とすら言われる状況にあった別本を中心とした源氏物語の本文研究を進展させ、青表紙本や別本の再評価に繋がったとされる。各帖・写本単位で「翻字」・「校正」およびコンピュータへの「入力」・「修正」をそれぞれ別の者が担当しており総勢80人の学者が参加しており、どの巻のどの写本のどの作業を誰が担当したのかはすべて「作業担当者一覧」に掲載されている。これらの学者が調査した写本は延べ376帖に及び、54帖のセットに換算すると約7セットになる。『源氏物語別本集成 続』では『源氏物語別本集成』に未収録であった約20写本を対象にしている。『源氏物語別本集成 続』の作成は特定非営利活動法人「源氏物語の会」の支援を得ている。
なお、この『源氏物語別本集成』は、本格的な「国文学研究でのコンピュータ（パソコン）利用」の実践としての側面も持っており、『源氏物語別本集成 第1巻』には、「本書のデータをフロッピーディスクでの提供を予定している」旨の記述があり、「そこで使用した本文のすべてをデータベース化しているので、適当な時期に各種別本本文を電子テキストとして利用できるようになるはずである」としている。
しかし、出版元だったおうふうが2020年（令和2年）3月に突然廃業し、翌2021年に法人格が消滅したため『源氏物語別本集成』は絶版となり、上記の研究およびデータベース化は宙に浮いた状態である。

## 本書にいたる源氏物語の校本の歴史
源氏物語は、紫式部による原本は発見されておらずおそらくすでに存在しないと考えられている。しかし源氏物語は日本を代表する古典文学として、古くから部分的にのみ残っているものを含めて多くの写本・版本が存在している。そしてその中に少なからぬ異文が含まれているために、源氏物語を正しく把握し研究するにはきちんとした校本の存在が不可欠である。源氏物語の校本としては、「湖月抄」や「首書源氏物語」といった流布本に河内本などから異文を書き加える形で作られたいくつかの活字本に始まり、1942年（昭和17年）に池田亀鑑によって作成された『校異源氏物語』およびそれを含む形で編纂された『源氏物語大成　校異編』が出来てからはこれが広く使われてきた。しかしながら、この源氏物語大成は、
- 調査することの出来た写本が1938年（昭和13年）までに存在やその価値が明らかになっており、かつ調査することが可能であったものに限られていたこと
- 簡明を旨とする編纂方針をとっていたこと。具体的には
  - 校合する写本は青表紙本を中心にしており、河内本や別本の採用は限られており、利用が可能であっても校合に利用していない写本も多かったこと。また校異の掲出も青表紙本が詳細に挙げられているのと比べるとしばしば省略されていたこと。
  - 漢字と仮名の使い分け、異体字、音便や仮名遣いの違いなど、意味に影響を与えない異文については触れられていないことが多いこと。
  - 源氏物語の写本の中には当初書かれた本文に対してさまざまな訂正が加えられていることが多いが、そのような情報はほとんど含まれていないこと。

といった作成当時から存在したさまざまな制約やその後の源氏物語の本文研究の進展に伴ってさまざまな問題点が指摘されるようになり、1970年代には「大きな誤りなどはないものの、精度の高い校本とは言い難いもので、これに基づく研究は不可能とは言えないが限られたものにならざるを得ない」。とまで言われるようになってきたため、これに代わる学問的な研究に耐えうる校本の作成が強く求められるようになってきた。当初この「源氏物語別本集成」は、計画の初期段階では上記「源氏物語大成」にちなみ「源氏物語別本大成」の仮称を与えられていた。別本研究の進展し別本研究の重要性の認識が深まるという状況の中で、当初は別本として初めて複製翻刻された陽明文庫本に続いて主要な写本を順次複製翻刻していくことも考えられたが、時間的・経済的その他の理由から容易に出来るものではないため、その時点で最善本と考えられた陽明文庫本を底本にして他の主要な別本の写本の校異を示し、1冊（1組）で主要な別本の写本の本文を一覧できる校本を目指したものである。

## 本書の構成

### 本書における「別本」
本書における「別本」の定義について、当初は『源氏物語別本集成』などにおいて池田亀鑑が昭和初期に定めた定義に従って青表紙本・河内本・別本という三分類をとって「青表紙本でも河内本でもないものを別本とする」という立場をとっていたのに対し、阿部秋生に始まる近年行われている「青表紙本」および「別本」という概念の再検討の成果を受けて、『源氏物語別本集成 続』では青表紙本と別本という区分を無くし「河内本とみなせる写本以外はすべて別本である」との方針をとっている。⇒ 別本#二分類説

### 底本
この源氏物語別本集成では、底本には基本的に陽明文庫本を使用している。これは青表紙本でも河内本でもない本文を底本にすることによってそれらを客観的にみることが出来るようになることを目指しているためである。陽明文庫本は多くの筆者によって書写された、巻によって青表紙本や河内本を含むことがある取り合わせ本であり、一部後の時代に補写された巻もあるものの、多くは鎌倉時代に書写されたもので、平安時代の注釈書である源氏釈に引かれた本文や源氏物語絵巻の詞書に近い本文を含んでいる本文研究上重要な写本である。但し陽明文庫本には青表紙本の本文を持つと考えられた巻も存在するため、『源氏物語別本集成』ではそれらの巻については別本であるとされた麦生本や保坂本を底本にしていた。これに対し、『源氏物語別本集成 続』では別本の概念の見直しに伴い「河内本とみなせる写本以外はすべて別本である」との方針をとったために全帖にわたって陽明文庫本を底本にするようになった。

### 校合している写本
以下の写本との校合を行っており、各帖ごとに底本を含めて7種強の写本を取り上げて比較していることになる。校合している写本の中には一部に底本としても使用されている麦生本や保坂本も含まれている。校合している写本の中には書写者や書写時期、書写された本文の性格の異なるものが含まれる、いわゆる「取り合わせ本」も多く含まれており、一つの写本の中でも本文が青表紙本や河内本であるとされる巻については収録されていない。但し、これらの別本とは別に「別本としての本文の位置づけを明らかにする」ために代表的な青表紙本（明融本（東海大学蔵または実践女子大学蔵）または大島本（古代学協会蔵））と代表的な河内本（尾州家河内本・名古屋市蓬左文庫蔵）について全帖にわたって対校している。またその他に平安時代の本文資料として源氏物語絵巻の絵詞との比較も行っている。採用された写本はすべて原本を直接調査するか写真版やマイクロフィルムなどによる調査か出来た写本に限られており、従一位麗子本や阿仏尼本といった活字本による調査しかできなかったものは採用していない。天理大学附属天理図書館が所蔵する貴重な写本が数多く取り上げられており、「編集経過覚え書き」において底本となった陽明文庫本を提供した陽明文庫と並んで特に謝辞が記されている。写本の略号は、原則として各写本の名称の頭文字であり、源氏物語大成にあるものについては出来るだけ同書で使用されている略号と同じになるようにされている。
- 麦 麦生本（天理図書館蔵）
- 保 保坂本（文化庁蔵）
- 国 国冬本（天理図書館蔵）
- 玉 国冬本（天理図書館蔵）国冬本2として採録。玉鬘後半部分に綴じられた紅梅後半部分
- 阿 阿里莫本（天理図書館蔵）
- 御 御物本（東山御文庫蔵）
- 高 高松宮本（高松宮家蔵・現国立歴史民俗博物館蔵）
- 三 三条西家本（宮内庁書陵部蔵）
- 東 東大本（東京大学付属図書館蔵）
- 中 中京大本（中京大学図書館蔵）
- 言 言経本（前田家蔵）
- 中 中山本（中山輔親蔵・現国立歴史民俗博物館蔵）
- 相 伝為相筆本（静嘉堂文庫蔵）
- 坂 伝為氏筆本（伝二条為氏筆・天理図書館蔵）
- 讃 伝讃岐筆本（天理図書館蔵）
- 蓬 蓬左文庫本（名古屋市蓬左文庫蔵）
- 善 善本叢書本（天理図書館蔵）
- 池 池田本（天理図書館蔵）
- 尾 尾州家河内本（名古屋市蓬左文庫蔵）
- 絵 源氏物語絵巻絵詞

#### 『源氏物語別本集成 続』で校合している写本
『源氏物語別本集成 続』では以下の写本との校合を行っており、各帖ごとに平均10種強の写本を取り上げて比較していることになる。写本の略号は、原則として『源氏物語別本集成』のものをそのまま受け継いでいるが、前田家蔵言経本を「言」から「前」に変更したような例もある。また続編では「河内本とみなせる写本以外はすべて別本である」との方針をとったために部分的にのみ採録された国冬本など一部の写本で「青表紙本である」などとして採用しなかった巻について改めて採録している。
以下はほぼ全巻の収録を予定している。。
- 池 池田本（天理図書館蔵）
- 肖 肖柏本（天理図書館蔵）
- 日 日大三条西本（日本大学蔵）
- 伏 伏見天皇本（古典文庫蔵）
- 穂 穂久邇文庫本（穂久邇文庫蔵）
- 天 天理河内本（天理図書館蔵）

以下は「源氏物語別本集成」では採用していない巻があったが全巻の収録を予定している。。
- 国 国冬本（天理図書館蔵）
- 言 言経本（前田家蔵）（「源氏物語別本集成」では「前」の写本記号で「前田本」として収録している。）
- 善 善本叢書本（天理図書館蔵）
- 保 保坂本（文化庁蔵）
- 御 御物本（東山御文庫蔵）
- 蓬 蓬左文庫本（名古屋市蓬左文庫蔵）
- 中 中山本（中山輔親蔵・現国立歴史民俗博物館蔵）
- 高 高松宮本（旧高松宮家蔵・現国立歴史民俗博物館蔵）

その他に現在までの刊行分において以下のような写本を収録している。
- 静 静嘉堂本（静嘉堂文庫蔵）
- 東 東洋大本（東洋大学図書館蔵）帚木帖のみ・伝阿仏尼等筆本
- 歴 歴博本（国立歴史民俗博物館蔵）
- 橋 橋本本（国文学研究資料館蔵）
- 甲 甲南女子大本（甲南女子大学蔵）
- 氏 日大鎌倉諸本集成本（日本大学蔵）
- 為 伝為明筆本（天理図書館蔵）
- 鶴 鶴見大学本（鶴見大学蔵）
- ハ ハーバード大学本（ハーバード大学蔵）
- 氏 伝二条為氏筆本（日本大学蔵）
- 相 伝冷泉為相筆本（日本大学蔵）
- 河 河野美術館本（今治市河野美術館蔵）
- 平 平瀬本（文化庁蔵）

### 写本の並び順
写本の並び順は以下の通りとなっている。
- 『源氏物語別本集成』
  - 底本（陽明文庫本、保坂本または麦生本）
  - 青表紙本（大島本または明融本）
  - 別本諸本
  - 河内本（尾州家河内本）
  - 源氏物語絵詞
- 『源氏物語別本集成 続』[28]。
  - 底本（陽明文庫本）
  - 別本諸本（名称の五十音順）
  - 河内本（高松宮本・天理河内本）

### 巻ごとの校合に採用された写本
『源氏物語別本集成』
| 巻序 | 巻名   | 底本       | 青表紙本 | 校異が採られた別本諸本                                    | 河内本       | 絵巻絵詞                                 |
| ---- | ------ | ---------- | -------- | --------------------------------------------------------- | ------------ | ---------------------------------------- |
| 1    | 桐壺   | 陽明文庫本 | 明融本   | 御物本 国冬本 麦生本 阿里莫本                             | 尾州家河内本 | 無し                                     |
| 2    | 帚木   | 陽明文庫本 | 明融本   | 御物本 国冬本 阿里莫本                                    | 尾州家河内本 | 無し                                     |
| 3    | 空蝉   | 陽明文庫本 | 明融本   | 麦生本 阿里莫本                                           | 尾州家河内本 | 無し                                     |
| 4    | 夕顔   | 陽明文庫本 | 明融本   | 麦生本 阿里莫本                                           | 尾州家河内本 | 無し                                     |
| 5    | 若紫   | 陽明文庫本 | 大島本   | 麦生本 阿里莫本 中山本                                    | 尾州家河内本 | 書芸文化院蔵本                           |
| 6    | 末摘花 | 陽明文庫本 | 大島本   | 御物本 阿里莫本                                           | 尾州家河内本 | 書芸文化院蔵本                           |
| 7    | 紅葉賀 | 麦生本     | 大島本   | 阿里莫本                                                  | 尾州家河内本 | 無し                                     |
| 8    | 花宴   | 麦生本     | 大島本   | 御物本 阿里莫本                                           | 尾州家河内本 | 無し                                     |
| 9    | 葵     | 陽明文庫本 | 大島本   | 御物本 麦生本 阿里莫本                                    | 尾州家河内本 | 無し                                     |
| 10   | 賢木   | 陽明文庫本 | 大島本   | 御物本 国冬本 阿里莫本 伝為相筆本                         | 尾州家河内本 | 無し                                     |
| 11   | 花散里 | 陽明文庫本 | 大島本   | 御物本 麦生本 阿里莫本                                    | 尾州家河内本 | 無し                                     |
| 12   | 須磨   | 陽明文庫本 | 大島本   | 御物本 麦生本 阿里莫本 三条西本                           | 尾州家河内本 | 無し                                     |
| 13   | 明石   | 麦生本     | 大島本   | 阿里莫本                                                  | 尾州家河内本 | 無し                                     |
| 14   | 澪標   | 陽明文庫本 | 大島本   | 麦生本 阿里莫本 東大本                                    | 尾州家河内本 | 無し                                     |
| 15   | 蓬生   | 陽明文庫本 | 大島本   | 麦生本 阿里莫本                                           | 尾州家河内本 | 徳川美術館蔵本                           |
| 16   | 関屋   | 陽明文庫本 | 大島本   | 麦生本 阿里莫本                                           | 尾州家河内本 | 徳川美術館蔵本                           |
| 17   | 絵合   | 麦生本     | 大島本   | 阿里莫本                                                  | 尾州家河内本 | 徳川美術館蔵本                           |
| 18   | 松風   | 麦生本     | 大島本   | 国冬本 阿里莫本 保坂本 蓬左文庫本                         | 尾州家河内本 | 書芸文化院蔵本                           |
| 19   | 薄雲   | 陽明文庫本 | 大島本   | 国冬本 麦生本 阿里莫本 保坂本 伝為氏筆本                  | 尾州家河内本 | 前田家旧蔵本                             |
| 20   | 朝顔   | 陽明文庫本 | 大島本   | 国冬本 麦生本 阿里莫本 東大本 保坂本 伝為氏筆本           | 尾州家河内本 | 無し                                     |
| 21   | 少女   | 陽明文庫本 | 大島本   | 国冬本 麦生本 阿里莫本 保坂本 伝讃岐筆本                  | 尾州家河内本 | 個人蔵本                                 |
| 22   | 玉鬘   | 陽明文庫本 | 大島本   | 国冬本 麦生本 阿里莫本 保坂本                             | 尾州家河内本 | 無し                                     |
| 23   | 初音   | 麦生本     | 大島本   | 国冬本 阿里莫本 東大本 保坂本                             | 尾州家河内本 | 無し                                     |
| 24   | 胡蝶   | 陽明文庫本 | 大島本   | 国冬本 麦生本 阿里莫本 保坂本                             | 尾州家河内本 | 無し                                     |
| 25   | 蛍     | 陽明文庫本 | 大島本   | 国冬本 阿里莫本 保坂本                                    | 尾州家河内本 | 個人蔵本                                 |
| 26   | 常夏   | 陽明文庫本 | 大島本   | 国冬本 麦生本 阿里莫本 保坂本                             | 尾州家河内本 | 書芸文化院蔵本                           |
| 27   | 篝火   | 陽明文庫本 | 大島本   | 国冬本 麦生本 阿里莫本 東大本 保坂本                      | 尾州家河内本 | 無し                                     |
| 28   | 野分   | 陽明文庫本 | 大島本   | 国冬本 麦生本 阿里莫本 保坂本                             | 尾州家河内本 | 無し                                     |
| 29   | 行幸   | 陽明文庫本 | 大島本   | 国冬本 麦生本 阿里莫本 東大本 保坂本                      | 尾州家河内本 | 無し                                     |
| 30   | 藤袴   | 麦生本     | 大島本   | 国冬本 阿里莫本 東大本 保坂本                             | 尾州家河内本 | 無し                                     |
| 31   | 真木柱 | 陽明文庫本 | 大島本   | 国冬本 麦生本 阿里莫本 保坂本 善本叢書本                  | 尾州家河内本 | 無し                                     |
| 32   | 梅枝   | 陽明文庫本 | 大島本   | 国冬本 麦生本 阿里莫本 保坂本 三条西本                    | 尾州家河内本 | 無し                                     |
| 33   | 藤裏葉 | 陽明文庫本 | 大島本   | 国冬本 麦生本 阿里莫本 保坂本                             | 尾州家河内本 | 無し                                     |
| 34   | 若菜上 | 保坂本     | 大島本   | 国冬本 阿里莫本 中京大本                                  | 尾州家河内本 | 無し                                     |
| 35   | 若菜下 | 保坂本     | 大島本   | 国冬本 阿里莫本 中京大本                                  | 尾州家河内本 | 無し                                     |
| 36   | 柏木   | 保坂本     | 大島本   | 御物本 国冬本 麦生本 阿里莫本 東大本 三条西本 善本叢書本  | 尾州家河内本 | 岸家旧蔵本 書芸文化院蔵本 徳川美術館蔵本 |
| 37   | 横笛   | 保坂本     | 大島本   | 国冬本 麦生本 阿里莫本                                    | 尾州家河内本 | 徳川美術館蔵本                           |
| 38   | 鈴虫   | 陽明文庫本 | 大島本   | 国冬本 麦生本 阿里莫本 東大本 保坂本 中山本               | 尾州家河内本 | 五島美術館蔵本                           |
| 39   | 夕霧   | 陽明文庫本 | 大島本   | 御物本 国冬本 麦生本 阿里莫本 保坂本                      | 尾州家河内本 | 五島美術館蔵本                           |
| 40   | 御法   | 陽明文庫本 | 大島本   | 国冬本 麦生本 阿里莫本 東大本 保坂本                      | 尾州家河内本 | 五島美術館蔵本                           |
| 41   | 幻     | 陽明文庫本 | 大島本   | 御物本 国冬本 麦生本 阿里莫本 東大本 保坂本 言経本 中山本 | 尾州家河内本 | 無し                                     |
| 42   | 匂宮   | 保坂本     | 大島本   | 麦生本 阿里莫本 東大本 言経本                             | 尾州家河内本 | 無し                                     |
| 43   | 紅梅   | 保坂本     | 大島本   | 国冬本1 麦生本 阿里莫本 東大本 国冬本2                    | 尾州家河内本 | 無し                                     |
| 44   | 竹河   | 保坂本     | 大島本   | 国冬本 麦生本 阿里莫本 言経本 善本叢書本                  | 尾州家河内本 | 徳川美術館蔵本                           |
| 45   | 橋姫   | 陽明文庫本 | 大島本   | 国冬本 麦生本 阿里莫本 保坂本 中京大本 言経本             | 尾州家河内本 | 五島美術館蔵本                           |
| 46   | 椎本   | 陽明文庫本 | 大島本   | 国冬本 麦生本 阿里莫本 保坂本                             | 尾州家河内本 | 無し                                     |
| 47   | 総角   | 陽明文庫本 | 大島本   | 国冬本 阿里莫本 保坂本 中京大本 蓬左文庫本                | 尾州家河内本 | 無し                                     |
| 48   | 早蕨   | 陽明文庫本 | 大島本   | 国冬本 麦生本 阿里莫本 保坂本 中京大本                    | 尾州家河内本 | 徳川美術館蔵本                           |
| 49   | 宿木   | 陽明文庫本 | 大島本   | 国冬本 阿里莫本 保坂本 高松宮本 三条西本                  | 尾州家河内本 | 徳川美術館蔵本                           |
| 50   | 東屋   | 陽明文庫本 | 大島本   | 御物本 国冬本 阿里莫本 保坂本 高松宮本 池田本             | 尾州家河内本 | 徳川美術館蔵本                           |
| 51   | 浮舟   | 陽明文庫本 | 明融本   | 国冬本 麦生本 阿里莫本 高松宮本 蓬左文庫本                | 尾州家河内本 | 無し                                     |
| 52   | 蜻蛉   | 陽明文庫本 | 大島本   | 国冬本 麦生本 阿里莫本 保坂本 高松宮本                    | 尾州家河内本 | 無し                                     |
| 53   | 手習   | 陽明文庫本 | 大島本   | 国冬本 阿里莫本 保坂本 高松宮本 池田本                    | 尾州家河内本 | 無し                                     |
| 54   | 夢浮橋 | 保坂本     | 大島本   | 国冬本 麦生本 阿里莫本 高松宮本                           | 尾州家河内本 | 無し                                     |

『源氏物語別本集成 続』
| 巻序 | 巻名   | 底本       | 別本諸本 | 河内本              |
| ---- | ------ | ---------- | --- | ------------------- |
| 1    | 桐壺   | 陽明文庫本 | 池田本 肖柏本 日大三条西本 伏見天皇本 穂久邇文庫本 保坂本 前田本                                                 | 高松宮本 天理河内本 |
| 2    | 帚木   | 陽明文庫本 | 池田本 肖柏本 日大三条西本 伏見天皇本 穂久邇文庫本 保坂本 前田本 静嘉堂本 善本叢書本 東洋大本 歴博本             | 高松宮本 天理河内本 |
| 3    | 空蝉   | 陽明文庫本 | 池田本 御物本 国冬本 肖柏本 日大三条西本 伏見天皇本 穂久邇文庫本 保坂本 前田本 静嘉堂本                          | 高松宮本 天理河内本 |
| 4    | 夕顔   | 陽明文庫本 | 池田本 御物本 国冬本 肖柏本 日大三条西本 伏見天皇本 穂久邇文庫本 保坂本 前田本                                   | 高松宮本 天理河内本 |
| 5    | 若紫   | 陽明文庫本 | 池田本 御物本 国冬本 肖柏本 日大三条西本 伏見天皇本 穂久邇文庫本 保坂本 橋本本                                   | 高松宮本 天理河内本 |
| 6    | 末摘花 | 陽明文庫本 | 池田本 国冬本 肖柏本 日大三条西本 伏見天皇本 穂久邇文庫本 保坂本 善本叢書本                                      | 高松宮本 天理河内本 |
| 7    | 紅葉賀 | 陽明文庫本 | 池田本 御物本 国冬本 肖柏本 日大三条西本 伏見天皇本 穂久邇文庫本 保坂本 前田本 日大鎌倉諸本集成本 甲南女子大学本 | 高松宮本 天理河内本 |
| 8    | 花宴   | 陽明文庫本 | 池田本 国冬本 肖柏本 日大三条西本 伏見天皇本 穂久邇文庫本 保坂本 前田本                                          | 高松宮本 天理河内本 |
| 9    | 葵     | 陽明文庫本 | 池田本 国冬本 肖柏本 日大三条西本 伏見天皇本 穂久邇文庫本 保坂本 前田本                                          | 高松宮本 天理河内本 |
| 10   | 賢木   | 陽明文庫本 | 池田本 肖柏本 日大三条西本 伏見天皇本 穂久邇文庫本 保坂本 前田本                                                 | 高松宮本 天理河内本 |
| 11   | 花散里 | 陽明文庫本 | 国冬本 肖柏本 日大三条西本 伏見天皇本 穂久邇文庫本 保坂本 前田本 鶴見大学本 伝為明筆本                           | 高松宮本 天理河内本 |
| 12   | 須磨   | 陽明文庫本 | 池田本 国冬本 肖柏本 日大三条西本 伏見天皇本 穂久邇文庫本 保坂本 前田本 ハーバード大学本                         | 高松宮本 天理河内本 |
| 13   | 明石   | 陽明文庫本 | 池田本 御物本 国冬本 肖柏本 日大三条西本 伏見天皇本 穂久邇文庫本 保坂本 前田本                                   | 高松宮本 天理河内本 |
| 14   | 澪標   | 陽明文庫本 | 池田本 御物本 国冬本 肖柏本 日大三条西本 伏見天皇本 穂久邇文庫本 保坂本 前田本 静嘉堂本 鶴見大学本               | 高松宮本 天理河内本 |
| 15   | 蓬生   | 陽明文庫本 | 池田本 御物本 国冬本 肖柏本 日大三条西本 伏見天皇本 穂久邇文庫本 保坂本 前田本 善本叢書本                        | 高松宮本 天理河内本 |
| 16   | 関屋   | 陽明文庫本 | 池田本 御物本 国冬本 肖柏本 日大三条西本 伏見天皇本 穂久邇文庫本 保坂本 前田本                                   | 高松宮本 天理河内本 |
| 17   | 絵合   | 陽明文庫本 | 池田本 御物本 国冬本 肖柏本 日大三条西本 伏見天皇本 穂久邇文庫本 保坂本 前田本                                   | 高松宮本 天理河内本 |
| 18   | 松風   | 陽明文庫本 | 池田本 御物本 肖柏本 日大三条西本 伏見天皇本 穂久邇文庫本 保坂本 前田本 橋本本 伝二条為氏筆本                    | 高松宮本 天理河内本 |
| 19   | 薄雲   | 陽明文庫本 | 池田本 御物本 国冬本 肖柏本 日大三条西本 伏見天皇本 穂久邇文庫本 前田本                                          | 高松宮本 天理河内本 |
| 20   | 朝顔   | 陽明文庫本 | 池田本 御物本 国冬本 肖柏本 日大三条西本 伏見天皇本 穂久邇文庫本 前田本 河野美術館本                             | 高松宮本 天理河内本 |
| 21   | 少女   | 陽明文庫本 | 池田本 御物本 肖柏本 日大三条西本 伏見天皇本 穂久邇文庫本 前田本                                                 | 高松宮本 天理河内本 |
| 22   | 玉鬘   | 陽明文庫本 | 池田本 御物本 肖柏本 日大三条西本 伏見天皇本 穂久邇文庫本 前田本 平瀬本                                          | 高松宮本 天理河内本 |
| 23   | 初音   | 陽明文庫本 | 池田本 御物本 肖柏本 日大三条西本 伏見天皇本 穂久邇文庫本 前田本 平瀬本                                          | 高松宮本 天理河内本 |
| 24   | 胡蝶   | 陽明文庫本 | 池田本 御物本 肖柏本 日大三条西本 伏見天皇本 穂久邇文庫本 前田本 平瀬本                                          | 高松宮本 天理河内本 |
| 25   | 蛍     | 陽明文庫本 | 池田本 御物本 肖柏本 日大三条西本 伏見天皇本 穂久邇文庫本 前田本 平瀬本                                          | 高松宮本 天理河内本 |
| 26   | 常夏   | 陽明文庫本 | 池田本 御物本 肖柏本 日大三条西本 伏見天皇本 穂久邇文庫本 前田本 平瀬本                                          | 高松宮本 天理河内本 |
| 27   | 篝火   | 陽明文庫本 | 池田本 御物本 肖柏本 日大三条西本 伏見天皇本 穂久邇文庫本 前田本 平瀬本                                          | 高松宮本 天理河内本 |
| 28   | 野分   | 陽明文庫本 | 池田本 御物本 肖柏本 日大三条西本 伏見天皇本 穂久邇文庫本 前田本 平瀬本 善本叢書本                               | 高松宮本 天理河内本 |
| 29   | 行幸   | 陽明文庫本 | 池田本 御物本 肖柏本 日大三条西本 伏見天皇本 穂久邇文庫本 前田本 平瀬本                                          | 高松宮本 天理河内本 |
| 30   | 藤袴   | 陽明文庫本 | 池田本 御物本 肖柏本 日大三条西本 伏見天皇本 穂久邇文庫本 前田本 平瀬本 善本叢書本                               | 高松宮本 天理河内本 |
| 31   | 真木柱 | 陽明文庫本 | 池田本 御物本 肖柏本 日大三条西本 伏見天皇本 穂久邇文庫本 前田本 平瀬本                                          | 高松宮本 天理河内本 |
| 32   | 梅枝   | 陽明文庫本 | 池田本 御物本 肖柏本 日大三条西本 伏見天皇本 穂久邇文庫本 前田本 平瀬本 甲南女子大学本                           | 高松宮本 天理河内本 |

### 各巻の構成
源氏物語は54帖全体の完本の場合約100万文字に及ぶ分量を持っている。この源氏物語別本集成では全体を各冊が概ね均等な分量になるように以下の15巻に分けており、1巻ごとに少ない巻で2帖、多い巻で6帖入る形をとっている。この分け方は『源氏物語別本集成 続』にもそのまま受け継がれている。
- 第1巻 01桐壺、02帚木、03空蝉、04夕顔
- 第2巻 05若紫、06末摘花、07紅葉賀、08花宴
- 第3巻 09葵、10賢木、11花散里、12須磨
- 第4巻 13明石、14澪標、15蓬生、16関屋、17絵合
- 第5巻 18松風、19薄雲、20朝顔、21少女
- 第6巻 22玉鬘、23初音、24胡蝶、25蛍、26常夏、27篝火
- 第7巻 28野分、29行幸、30藤袴、31真木柱、32梅枝
- 第8巻 33藤裏葉、34若菜上
- 第9巻 35若菜下、36柏木
- 第10巻 37横笛、38鈴虫、39夕霧、40御法
- 第11巻 41幻、42匂宮、43紅梅、44竹河、45橋姫
- 第12巻 46椎本、47総角
- 第13巻 48早蕨、49宿木
- 第14巻 50東屋、51浮舟
- 第15巻 52蜻蛉、53手習、54夢浮橋

### 各ページのレイアウト
見開きの2ページごとに、見開き右側が源氏物語の〈本文編〉であり底本と全帖にわたって校合されている青表紙本の本文が記されている。左側は諸本の本文異同が通覧できる〈校異編〉となっている。『源氏物語別本集成 続』ではレイアウトは全面的に見直されており、以下のような違いがある。
- 底本である陽明文庫本の翻刻本文のほか校訂本文を掲げる。
- 対校本文としての青表紙本の本文の掲示をやめる。
- 底本と異なる本文を有する写本の名称とその本文のみを掲げていたのを、底本と同じ本文を有する写本の名称も底本本文の下に掲げるようにする。

### 文節番号
この『源氏物語別本集成』では、本文の位置を容易に特定することが出来るようにするために、源氏物語の本文全体を文節単位で区切り、本文編において各行の下部に2桁ごとに区切られた3組の計6桁からなる文節番号を付している。文節番号の最初の2桁は巻順を表し桐壺の01（葵の09までは頭に0を付けて必ず2桁になるようにしている）で始まり夢浮橋の54で終わる。のこりの4桁は巻ごとに0001から始まる一連番号である。なお、若菜上下など長大な巻で1巻あたりの文節番号が10000を超えるためそのままでは5桁になってしまうときには、10の代わりにA、11の代わりにB、12の代わりにCを使用して全体で4桁に収まるようにしているために、巻ごとの文節番号は以下のようになっている。
- 第01帖 桐壺　 010001から013022まで
- 第02帖 帚木　 020001から025432まで
- 第03帖 空蝉　 030001から031279まで
- 第04帖 夕顔　 040001から045536まで
- 第05帖 若紫　 050001から055706まで
- 第06帖 末摘花 060001から063564まで
- 第07帖 紅葉賀 070001から073305まで
- 第08帖 花宴　 080001から081295まで
- 第09帖 葵　　 090001から095568まで
- 第10帖 賢木　 100001から105760まで
- 第11帖 花散里 110001から110424まで
- 第12帖 須磨　 120001から125255まで
- 第13帖 明石　 130001から134774まで
- 第14帖 澪標　 140001から143810まで
- 第15帖 蓬生　 150001から152661まで
- 第16帖 関屋　 160001から160552まで
- 第17帖 絵合　 170001から172221まで
- 第18帖 松風　 180001から182388まで
- 第19帖 薄雲　 190001から193572まで
- 第20帖 朝顔　 200001から202353まで
- 第21帖 少女　 210001から215946まで
- 第22帖 玉鬘　 220001から224640まで
- 第23帖 初音　 230001から231628まで
- 第24帖 胡蝶　 240001から242450まで
- 第25帖 蛍　　 250001から252184まで
- 第26帖 常夏　 260001から262532まで
- 第27帖 篝火　 270001から270395まで
- 第28帖 野分　 280001から282095まで
- 第29帖 行幸　 290001から293153まで
- 第30帖 藤袴　 300001から301553まで
- 第31帖 真木柱  310001から314317まで
- 第32帖 梅枝　 320001から322159まで
- 第33帖 藤裏葉 330001から332665まで
- 第34帖 若菜上 340001から34B975まで
- 第35帖 若菜下 350001から35C102まで
- 第36帖 柏木　 360001から364784まで
- 第37帖 横笛　 370001から372107まで
- 第38帖 鈴虫　 380001から381663まで
- 第39帖 夕霧　 390001から398252まで
- 第40帖 御法　 400001から402194まで
- 第41帖 幻　　 410001から412429まで
- 第42帖 匂宮　 420001から421591まで
- 第43帖 紅梅　 430001から431458まで
- 第44帖 竹河 　440001から444598まで
- 第45帖 橋姫　 450001から454287まで
- 第46帖 椎本　 460001から464239まで
- 第47帖 総角　 470001から47A107まで
- 第48帖 早蕨　 480001から482071まで
- 第49帖 宿木　 490001から49A596まで
- 第50帖 東屋　 500001から507215まで
- 第51帖 浮舟　 510001から518333まで
- 第52帖 蜻蛉　 520001から526458まで
- 第53帖 手習　 530001から537805まで
- 第54帖 夢浮橋 540001から542017まで

『源氏物語別本集成 続』では長大な異文を収録することが出来るように4桁の枝番が付加されており、文節番号は全体で10桁になっている。なお、『源氏物語別本集成 続』では底本の文節の切り方の見直しを行ったため、一部に『源氏物語別本集成』とは異なっている部分があり、「飛び番号」になっている部分も存在する。この「源氏物語別本集成の文節番号」は、源氏物語の研究書や研究論文において、本文上の位置を厳密に特定するために用いられている。

## 書誌情報
- 『源氏物語別本集成 第1巻』桜楓社、1989年（平成元年）3月。 ISBN 4-2730-2301-6
- 『源氏物語別本集成 第2巻』桜楓社、1989年（平成元年）6月。 ISBN 4-2730-2302-4
- 『源氏物語別本集成 第3巻』桜楓社、1990年（平成2年）10月。 ISBN 4-2730-2303-2
- 『源氏物語別本集成 第4巻』桜楓社、1991年（平成3年）1月。 ISBN 4-2730-2304-0
- 『源氏物語別本集成 第5巻』桜楓社、1992年（平成4年）4月。 ISBN 4-2730-2305-9
- 『源氏物語別本集成 第6巻』おうふう、1993年（平成5年）9月。 ISBN 4-2730-2306-7
- 『源氏物語別本集成 第7巻』おうふう、1994年（平成6年）10月。 ISBN 4-2730-2307-5
- 『源氏物語別本集成 第8巻』おうふう、1996年（平成8年）5月。 ISBN 4-2730-2308-3
- 『源氏物語別本集成 第9巻』おうふう、1998年（平成10年）5月。 ISBN 4-2730-2309-1
- 『源氏物語別本集成 第10巻』おうふう、2000年（平成12年）4月。 ISBN 4-2730-2310-5
- 『源氏物語別本集成 第11巻』おうふう、2000年（平成12年）11月。 ISBN 4-2730-2311-3
- 『源氏物語別本集成 第12巻』おうふう、2001年（平成13年）4月。 ISBN 4-2730-2312-1
- 『源氏物語別本集成 第13巻』おうふう、2001年（平成13年）10月。 ISBN 4-2730-2313-X
- 『源氏物語別本集成 第14巻』おうふう、2002年（平成14年）6月。 ISBN 4-2730-2314-8
- 『源氏物語別本集成 第15巻』おうふう、2002年（平成14年）10月。 ISBN 4-2730-2315-6

- 『源氏物語別本集成 続 第1巻』おうふう、2005年（平成17年）5月。 ISBN 4-2730-3401-8
- 『源氏物語別本集成 続 第2巻』おうふう、2005年（平成17年）11月。 ISBN 4-2730-3402-6
- 『源氏物語別本集成 続 第3巻』おうふう、2006年（平成18年）9月。 ISBN 4-2730-3403-4
- 『源氏物語別本集成 続 第4巻』おうふう、2007年（平成19年）6月。 ISBN 978-4-2730-3404-7
- 『源氏物語別本集成 続 第5巻』おうふう、2008年（平成20年）5月。 ISBN 978-4-2730-3405-4
- 『源氏物語別本集成 続 第6巻』おうふう、2009年（平成21年）7月。 ISBN 978-4-2730-3406-1
- 『源氏物語別本集成 続 第7巻』おうふう、2010年（平成22年）7月。 ISBN 978-4-2730-3407-8